# 科洛戈里
49°33′38″N 24°16′35″E / 49.56056°N 24.27639°E

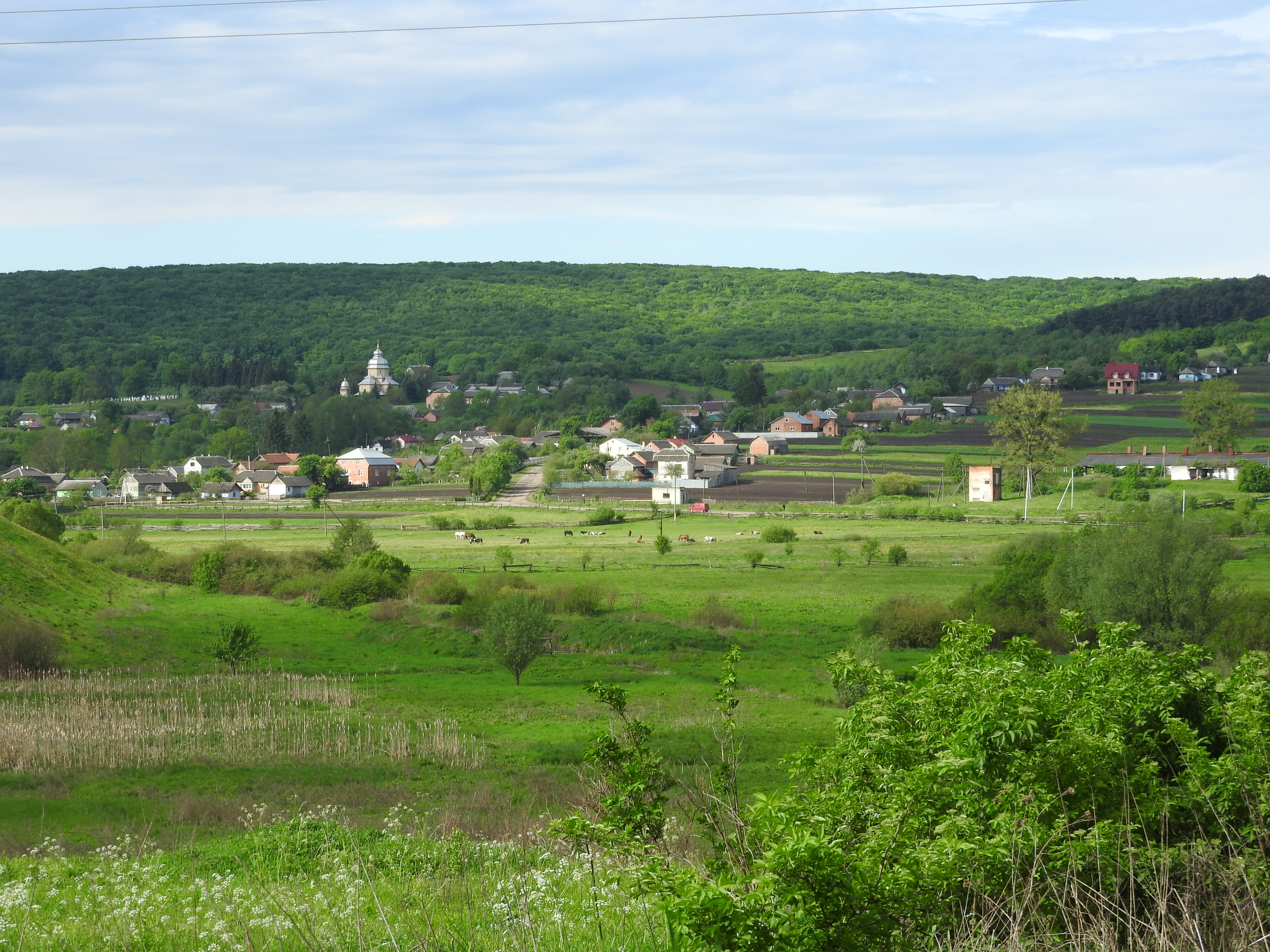

科洛戈里（烏克蘭語：Кологори），是烏克蘭西部的村莊，隸屬利維夫州的斯特雷區。該村面積0.88平方公里，海拔高度287米，2001年人口318，人口密度每平方公里361.36人。